# 古川雄嗣
古川 雄嗣（ふるかわ ゆうじ、1978年 - ）は、日本の教育学者。北海道教育大学旭川校准教授。
教育哲学、道徳教育が専門。学位は博士（教育学）（京都大学）。

## 来歴
三重県出身。京都大学文学部、京都大学教育学部を卒業。京都大学大学院教育学研究科博士後期課程を修了。
2021年9月より、論壇チャンネル「ことのは」で番組（「古川雄嗣の新日本教育論」）を配信中。

## 主な著作

### 単著
- 『偶然と運命――九鬼周造の倫理学』（ナカニシヤ出版、2015年）
- 『看護学生と考える教育学――「生きる意味」の援助のために』（ナカニシヤ出版、2016年）
- 『大人の道徳――西洋近代思想を問い直す』（東洋経済新報社、2018年）

### 共著
- 『反「大学改革」論――若手からの問題提起』（ナカニシヤ出版、2017年）
- 『道徳教育はいかにあるべきか―歴史・理論・実践』（ミネルヴァ書房、2021年）

### 連載
- 「北海道、この見棄てられた大地」（全6回、表現者クライテリオン）

### 動画
- 古川雄嗣×施光恒：共和主義と日本的伝統【論壇チャンネルことのは】
- 古川雄嗣×佐藤一進：「保守主義」を問い直すVo1【論壇チャンネルことのは】
- 古川雄嗣×佐藤一進：「保守主義」を問い直すVo2【論壇チャンネルことのは】
- 駒込武インタビュー（インタビュアー：古川雄嗣）：「稼げる大学」が日本を滅ぼす【論壇チャンネルことのは】